# 236484 Luchijen
236484 Luchijen è un asteroide della fascia principale. Scoperto nel 2006, presenta un'orbita caratterizzata da un semiasse maggiore pari a 2,6444546 UA e da un'eccentricità di 0,1611666, inclinata di 5,23533° rispetto all'eclittica.